# География на Туркменистан
Туркменистан е държава в Предна Азия. Площ 491 210 km². Население на 1 януари 2005 г. 6 550 000 души. Столица град Ашхабад.

## Географско положение, граници, големина
Туркменистан е разположен в югозападната част на Средна Азия. На северозапад граничи с Казахстан (дължина на границата 379 km), на север и североизток – с Узбекистан (1621 km), на юг – с Афганистан (744 km) и Иран (992 km), а на запад се мие от водите на Каспийско море (дължина на бреговата линия 1768 km). Обща дължина на сухоземните граници 3736 km. Преобладаващата част от границите ѝ на север, изток и юг преминават по равнинни, пустинни и полупустинни местности. На юг, част от границата с Иран и най-на изток, част от границата с Узбекистан са планински. Дължина от запад-северозапад на изток-югоизток 1300 km, ширина от север на юг до 500 km. В тези си граници заема площ от 491 200 km².
Крайни точки:
- на север – Дашогузки вилает, граница с Узбекистан 42°47’53” с.ш.
- на юг – Марийски вилает, граница с Афганистан, десен бряг на река Кушка 35°07’43” с.ш.
- на запад – Балкански вилает, източен бряг на Каспийско море и граница с Казахстан 52°26’53” и.д.
- на изток – Лебапски вилает, граница Узбекистан, хребет Кугитангтау 66°42’26” и.д.

## Геоложки строеж, полезни изкопаеми
Територията на Туркменистан влиза в състава на Средиземноморския геосинклинален пояс и заема части от два крупни тектонски елемента – епипалеозойската Туранска плоча (платформа) и Алпийската нагъната област. В строежа на Туранската плоча участват долнопалеозойски метаморфен фундамент, горнопалеозойско-триаски ефузивно-седиментен комплекс и мезозойско-кайнозойски платформен седиментен чехъл. Елементите на Алпийската нагъната област се явяват Западнотуранската падина (на запад), образуваща източната периферия на изометричната Южнокаспийска междупланинска падина и субширочинната нагъната планина Копетдаг (на изток). От север те са ограничени от Южнотуркменския краеви шев със северозападно простиране. Между Копетдаг и Туранската плоча е разположена Предкопетдагската краева падина. Доалпийската ѝ основа е изградена от долнопалеозойски метаморфни образувания и ефузивно-седиментни формации от горния палеозой и триаса. Лежащият над тях комплекс е образуван от седиментни геосинклинални, геоантиклинални и субплатформени формации от мезозоя и палеогена (мощност до 8 km), преминаващи на север в платформени и орогенни формации от горния олигоцен и антропогена (мощност от няколко km), запълващи Западнотуркменската падина и Предкопетдагското пропадане (краева падина). Източната част на Туркменистан, обхващаща планинското блоково-нагънато издигане на югозападните части на Хисарския хребет, принадлежи към епиплатформена област, в строежа на която участват палеозойски фундамент и мезозойско-кайнозойски седиментен чехъл. Долните слоеве на последния са образувани от юрски и палеогенски платформени формации, а горните – от неоген-антропогенни орогенни формации. Южните райони на страната се отличават с повишена сеизмичност.
Най-важните полезни изкопаеми на Туркменистан са нефтът и природния газ. Основните нефтени находища (Котурзепе, Барсакелмес и др.) са свързани с плиоценските наслаги в Западнотуркменската падина. Най-важните находища на природен газ (Шатлик, Ачак, Наип и др.) са привързани към мезозойските наслаги от източните платформени части на Туркменистан. В юрските наслаги са установени редица малки находища на въглища. Страната е богата на залежи на минерални соли, сред които основни се явяват хлоридите (в т.ч. калийните) и сулфатите (анхидрит, гипс, мирабилит и др.). Основните запаси от минерални соли са свързани с юрската соленоносна формация в Източен Туркменистан (най-големи находища Гаурдакско, Карлюкско), а също и с новите наслаги в залива Кара Богаз Гол. В страната има находища на живак (Копетдаг), сяра, бентонит, озокерит, строителни материали (в т.ч. стъклени пясъци и циментни суровини). В страната има и множество питейни, промишлени, йодо-бромни и менерални лечебни извори. На 50 – 250 m дълбочина под пясъците на Каракум са открити големи източници на прясна вода.

## Природа
Туркменистан е най-равнинната страна в Средна Азия. Почти цялата ѝ територия се намира в пределите на Туранската низина и е заета основно от пустинята Каракум. Само на юг и в крайния югоизток се простира тясна ивица от възвишения и средновисоки планини.

### Брегове
Бреговата линия на Турменистан е с дължина 1768 km. Северната ѝ част е по-силно разчленена, като образува заливи (Кара Богаз Гол, Туркменбаши, Туркменски), полуострови (Красноводски, Дарджа, Челекен) и дълги коси (Красноводска, Дервиш). Край бреговете са разположени дългите и тесни острови Огурчински (Краставичен), Камъшлиада и др. Южните брегове са праволинейни с дължина над 230 km без характерни заливи и полуострови.

### Релеф
В южната част на страната се простира планината Копетдаг (връх Ризе 2942 m). На северозапад от нея са разположени два обособени хребета: малък Балхан (височина до 777 m) и Голям Балхан (до 1880 m). Северно от Копетдаг е разположена предпланинска равнина, която на запад се слива с Прикаспийската низинна равнина. На югоизток в пределите на Туркменистан навлиза северната периферия на планинската система Паропамиз, представена от възвишенията Бадхиз (до 1267 m) и Карабил (до 984 m), разделени от долината на река Мургаб. В крайния югоизток е разположен хребета Кугитангтау (югозападно разклонение на Хисарския хребет, част от планинска система Хисаро-Алай), в който се издига връх Айрибаба 3138 m (37°47′20″ с. ш. 66°33′21″ и. д. / 37.788889° с. ш. 66.555833° и. д.), най-високата точка на страната. На запад е разположено Красноводското плато (до 308 m), а на северозапад – южната периферия на пустинното плато Устюрт. На юг от него се намира Заузбойския нагънат район, представляващ система от куестови възвишения с плоски била (Капланкир, Челюнкри и др.) и разделящите ги понижения. В пределите на Прикаспийската низинна равнина се издиган ниските възвишения Небетдаг (39 m н.в.), Боядаг (134 m), Кумдаг, Монджукли (27 m) и др. На север и североизток от предпланинската равнина на Копетдаг се простира пустинята Каракум, която се разделя на Централен (или Нисък) Каракум и Заунгузки Каракум, а между реките Амударя и Теджен – Югоизточен Каракум. За всичките тези пустини са характерни дългите, яйцевидните и барханните пясъчни дюни, които са полузакрепени. В понижените участъци се срещат такири и сори. В пределите на страната, покрай десния бряг на Амударя се простира пустинята Сундукли (най-южната част на пустинята Къзълкум).

### Климат
Климатът на Туркменистан е рязко континентален, сух, с големи годишни и денонощни температурни амплитуди, малка влажност на въздуха, висока изпаряемост и малко количество валежи. Характеризира се с горещо и сухо лято, мека и малоснежна, понякога студена зима, кратка и влажна пролет, суха есен. Средна януарска температура от -5 °C на североизток до 4 °C на югозапад (около устието на река Атрек). Абсолютен минимум -32 °C в Дашогузки вилает, -29 °C в предпланинската зона на Копетдаг и -10,3 °C на юг по крайбрежието на Каспийско море. Средна юлска температура 28 °C на североизток и 32 °C на юг. абсолютен максимум 49,9 °C (станция Репетек). Годишната сума на валежите се колебае от 80 mm в долното течение на Амударя, до 150 mm в Каракум, 200 – 300 mm в предпланинските райони и планинските долини и до 400 mm и повече в планините с максимум праз зимата и пролетта. Снежната покривка е неустойчива и обикновено се задържа няколко дни в северните райони и в планините. Ветровете са постоянни, като преобладават североизточните, северните и северозападните. В предпланинските части на Копетдаг през лятото деха сухия и горещ вятър „гармсил“. Често явление при смяната на сезоните са прашните бури. Продължителността на вегетационния период (минимална денонощна температура 5 °C) е 200 – 270 денонощия.

### Води
Около 80% от територията на Туркменистан е лишена от постоянен повърхностен отток. Реки има само в южните и източните периферни райони на страната. Единствената многоводна река е Амударя, протичаща в източната част на републиката, която има две пълноводия през годината: пролетно – по-малко (от дъждовете и топенето на снеговете в нископланинските области) и лятно – основно (от топенето на ледовете и снеговете във високопланинските райони). Реката носи в своите води огромно количество наноси, които повишават плодородието на напояваните от нея земи. По най-големия в света напоителен канал Каракумския водите на Амударя достигат до на 1100 km на запад град Берекет. На юг най-големите реки са Мургаб, Теджен и Атрек (през лятото в долното течение пресъхва), които са пролетно пълноводие. Оттокът на Мургаб и Теджен във връзка с изградените на тях водохранилища и подхранването им с води от Каракумския канал е урегулиран. От северния склон на Копетдаг се стичат множество къси реки, водите на които почти напълно се използват за напояване. Голяма роля за пасищното животновъдство играят подземните води, които често са засолени. Значително място във водното стопанство на пустинните райони принадлежи на зимно-пролетните повърхностни дъждовни води. По долините на реките и по Каракумския канал са разположени множество оазиси.
Голяма част от езерата в страната са солени. Те се срещат предимно по каспийското крайбрежие и по древната суха долина Узбой, като най-голямо от тях е Куули. Най-големите пресни езера са Ясхан (водите му се използват за водоснабдяване на град Балканабад) и Топиатан в долината на Узбой. В планините има малки карстови езера, като най-големи са Коуата (в Бахарденската пещера) и Хорджунли (в хребета Кугитангтау).

### Почви
Преобладаващите почви в Туркменистан са сивокафявите (с хумусно съдържание под 1%, засолени и със съдържание на гипс), които заемат платата Устюрт, Крадноводското и Заунгузкото. Други почви са сивите (с хумусно съдържание от 1 до 3 – 4% и висока карбонатност), разпространено основно в подножията и долните части на склоновете на планините. В предпланинската равнина са разпространени светлосивите, в долния планински пояс – типичните сиви, а нагоре – тъмносивите почви. По най-високите части на планинските плата и хребетите на Копетдаг и Кугитангтау са развити планински канелени почви. По-голямата част от пясъците на пустиня Каракум са закрепени, а в пониженията са развити солончаци, такири и такировидни почви. По долините на реките има ливадни сиви и алувиално-ливадни почви. Около 2% от територията на страната е заета от напоявани почви, които са основния земеделски фонд на републиката.

### Растителност
Растителността на Туркменистан е предимно пустинна. В пясъците на пустините растат храсти: бял и черен саксаул, кандим, черкез, пясъчна акация, астрагал, с преобладаване на тревистата покривка предимно от пустинна острица. В солончаците и сорите расте ракитовица, сарсазан, поташник и др., в платото Устюрт – храстовидна солянка, караджа-черкез, кевреик, биюргун, тетир, а също сив пелин. В речните долини има островни галерийни гори съставени от тополя пета, топола туранга и лох (средноазиатски вид маслина). За пустинните предпланински и ниски части на Копетдаг най-характерна е полухрастовата растителност от южен и сив пелин и различни ефемерови треви. В предпланинската равнина, предпланинските части на Копетдаг, във възвишенията Карабил и Бадхиз е развита тревиста растителност от ефемероиден тип (луковична метличина, пустинна остроца, ферула) и ефемери. В средния и горния планински пояс (от 1000 m н.в. нагоре), по планинските плата и полегатите склонове са развити коилови и пелинови степи, а от 1500 m нагоре се срещат резки арчови горички (вид средноазиатска хвойна). Дефилетата на Западен Копетдаг са богати на диворастящи плодни дървета (лоза, ябълка, глог, джанка, бадем, нар, гръцки орех, смокиня, шамфъстък), а във възвишението Бадхиз – редки горички от шамфъстък. Голяма част от пустинните райони целогодишно се използват за пасища.

### Животински свят
В пустините обитават: гризачи – лалугер, пясъчник, пустинна мишка и др.; бозайници – антилопа джейран, лисица корсак, вълк, пясъчна и степна котка, чакал; птици – саксаулна сойка, чучулига, пустинна врана, врабче; влечуги – гущери, змии (ефа, змия стрела, степен удушвач, кобра и др.), степна костенурка; безгръбначни – бръмбари, скорпиони, паяк каракурт, фаланга. В предпланинските райони, заедно с богатата фауна от влечуги и гризачи има обилие от птича фауна: качулата чучулига, удод, пустинарка, стрепет, ястреб, черен и белоглав лешояд и др. В планините се срещат вълк, лисица, леопард, архар, планински и виторог козел, дива котка; птици – фазан, кеклик, каспийска планинска пуйка (улар) и др., във възвишението Бадхиз – кулан, архар, джейран, хиена, по долината на Амударя – дива свиня, бухарски елен (хангул), фазан и др., а по бреговете на водоемите гнездят множество водоплаващи и прелетни птици.

### Природни райони
В пределите на Туркменистан се обособяват 10 природни района, обединени в три природни области:
- Планинска и предпланинска област: 1) Голям и Малък Балхан, 2) Копетдаг, 3) Паропамизки природен район – възвишенията Карабил и Бадхиз, 4) Кугитангтау, 5) Красноводски и Заузбойски, като всички те имат разчленен ерозионно-тектонски релеф. За планините (Копетдаг, Кугитангтау и др.) е характерна високата сеизмичност. Растителността е разнообразна – пирей, коило, типчак, пелин, луковична метличина, ефемери и др. В по-високитепояси, освен тревите е разпространена храстова и дървесна растителност (арча, клен, шамфъстък и др.).
- Структурни възвишени равнини: 6) платото Устюрт, 7) Заунгузки Каракум. За Устюрт са характерни пустинните плоски възвишения, покрити със сивокафяви почви, върху които растат полухрастови солянки (тетир, биюргун) и пелин. Повърхността на приповдигнатата алувиална равнина на Заунгузки Каракум е разчленена от ниски (до 30 – 60 m) валове и понижения между тях заети от пясъчни пустинни почви и по-рядко такири. Разпространени са денудационните безотточни падини (Акчакая и др.). растителността е представена от псамофити с различни ефемероидни треви (главно пустинна острица илак) и ефемери; храсти – саксаул, кандим, борджак, черкез.
- Нидинни равнини: 8) Прикаспийска или Западнотуранска низина, 9) Низинен Каракум, 10) долините и делтите на реките Амударя, Мургаб, Теджен, а също и оазисите разположени в тях. Голяма част от тези райони в условията на пустинен климат са били подложени на интензивна ветрова ерозия, създала различни форми на еолов релеф (верижни, верижно-яйцевидни и барханно-верижни пясъчни дюни). Растителната покривка в пясъчните пустини е представена от големи храсти, полухрасти и треви (саксаул, кандим, черкез, борджак, пясъчна акация, седин, илак). По долините и делните на реките са разпространени алувиално-ливадни и ливадно-такирови почви, широко развити по приоазисните пясъци. Ландшафтът на речните долини и делти е преобразуван от човешката дейност и представлява типичен образец на културен ландшафт. Тук са разположени основните земеделски райони на Туркменистан[1].